# Санктуарій Матері Божої Цариці миру у Більшівцях
Санктуарій Матері Божої Цариці Миру в Більшівцях — одна з найвизначніших пам'яток пізньобарокової сакральної архітектури XVII століття на теренах Західної України. 

## Історія
1624 р. ченці ордену кармелітів, запрошені до Більшівців його власником, від 1617 р. коронним гетьманом Мартіном Казановським, збудували тут дерев'яний храм і монастир.
У 1717 році полковник Я. Галецький розпочав будівництво мурованого костелу (за іншими даними, у 1718 році розпочалась відбудова храму). Після смерті полковника (1720 р.) справу продовжила його вдова Тереза з Каршніцьких. Львівський латинський архієпископ Ян Скарбек освятив храм у 1725 році.
Пізніше будівництво та декорування храму відбувалось на пожертви власників містечка князів Яблоновських. Поряд із храмом відбудовували келії монастиря. З ініціативи наступного власника Більшівців, останнього з роду Яблоновських — князя Антонія Барнаби (сина Станіслава Вінцентія Яблоновського), було виготовлено вівтарі, розписано фресками внутрішні стіни церкви. 15 серпня 1777 р. храм освятив (консекрував) львівський латинський єпископ-помічник К. Цешковський як храм Благовіщення.
За радянських часів у приміщенні храму тримали свиней, приймали склотару та планували організувати тут музей атеїзму, будівля храму охоронялась як пам'ятка архітектури Української РСР (№ 1153). У 2018 році костел визнали об’єктом культурної спадщини національного значення, який внесено до Державного реєстру нерухомих пам’яток України (№ 090020-Н). З 2001 року храм перейшов під опіку Ордену Братів Менших Конвентуальних Францисканців.
На основі науково-проєктної документації, розробленої фахівцями Львівського інституту «Укрзахідпроєктреставрація» 2002 року, розпочато реставрацію храму і монастирського комплексу при ньому.
Реставрація храму проводиться зусиллями отців-францисканців за підтримки Митрополичої Курії Львівської Єпархії Римо-Католицької Церкви в Україні, а також меценатів та добродіїв з України та Європи, в тому числі за підтримки Міністерства культури Польщі.

## Монастир
Монастир отців-кармелітів був збудований на високому пагорбі. Разом із храмом був обведений мурованими цегляними стінами. Висота стін місцями досягала 2 метрів, ширина — близько 1 метра. Від монастиря залишився західний корпус келій, східці з підпірними стінами, західна в'їзна споруда.
Монастир був сполучений з храмом двома ворітьми: західними і східними. Західні ворота, розміщені між корпусом келій та костелом, є своєрідною в'їзною спорудою — це ворота-проїзд в одноповерхову сторожку (2-й поверх втрачено). Тепер західний корпус келій монастиря — це двоповерхова цегляна споруда, прямокутна в плані, розташована з південного боку костелу на віддалі близько 10 метрів.
У XIX ст. монастир кармелітів у Більшівцях був одним із найбільших у Галичині (свідчать документи, які зберігалися в його архіві до початку Першої світової війни). За описом 1788 р., архів налічував 701 том найрізноманітніших матеріалів. Перед початком війни частину документів таємно вивезли до архіву, розміщеному в колишньому Бернардинському монастирі у Львові. Решту документів після закриття храму передали Львівській науковій бібліотеці ім. Василя Стефаника.
Монахи-кармеліти видавали книги, малювали ікони, опікувалися хворими та школою, при монастирі існував притулок для вбогих. До Першої світової війни конвент у Більшівцях був центром римо-католицької парафії.

## Ікона Матері Божої святого Скапулярію
Монастир був відомий чудодійною іконою («образом») Матері Божої святого Скапулярію, яку в народі називають Більшівецькою Божою Матір'ю. Про віднайдення ікони існує кілька версій. За однією з них, її знайшов гетьман коронного польського війська Мартин Казановський, коли воював з турецько-татарськими загарбниками. У час, коли здавалося, на порятунок та перемогу уже не було жодної надії, гетьман почав ревно молитися. Від цього його собака зіскочив у воду та приніс до пана згорток, у якому був чудотворний образ Богоматері з дитятком. Це було справжнім чудом для війська, адже після чарівної знахідки військо з успіхом перемогло нападників. Приїхавши додому Мартин Казановський помістив ікону в каплиці свого палацу, але потім вирішив виставити її для вшанування усім людям. Для цього звів дерев’яну церкву і передав її та ікону у власність ордену кармелітів.
Згідно з наданим привілеєм папи Климентія XIII 18 серпня 1777 року відбулася урочиста коронація ікони Матері Божої. Визнання головою Католицької Церкви чудотворності ікони Матері Божої Більшівецької, а відтак і її коронація ознаменувалася найважливішою подією в історії цього святого місця. Проте протягом своєї історії храм не раз був зруйнованим. Найбільшої руйнації храм зазнав під час Першої та Другої світових воєн. Під час війни, 1945 року, Чудотворний образ ченці-кармеліти вивезли до Ґданська у храм св. Катерини, де він і досі зберігається.

## Архітектори
Архітектори храму невідомі. Багато архітектурних вирішень головного фасаду костелу пов'язуються з творчістю Бернарда Меретина (мотиви вікон у нішах, відкритий притвор, гладкі аттики, увінчані вазами), та, ймовірно, скульптора Пінзеля та його школи. Під час перебудови храму Петро Полейовський працював архітектором-декоратором, видозмінивши характер інтер'єрів костелу шляхом впровадження однорідних вівтарів і нових деталей.